# 3408 Шаламов
3408 Шаламов (3408 Shalamov) — астероїд головного поясу, відкритий 18 серпня 1977 року.
Тіссеранів параметр щодо Юпітера — 3,508.